# Мичуринский (Брянская область)
Мичу́ринский — посёлок в Брянском районе Брянской области, административный центр Мичуринского сельского поселения.

## География
Расположен в 8 км от черты города Брянска на автотрассе А141 (направление на Смоленск).

## Население
| 2010 | 2012  | 2013  | 2021  |
| ---- | ----- | ----- | ----- |
| 2576 | ↗2589 | ↗2590 | ↗4525 |

## История
Посёлок Мичуринский основан в 1928 году как хутор Горбачевский (на карте РККА 1930 г. Горбачевский), подсобное хозяйство завода «Красный Профинтерн» (с 1923 по 1941 г.г. — название «Брянского машиностроительного завода»).
В 1931 году (по другим сведениям, в 1934 г.) был образован Орджоникидзеградский пригородный совхоз «Красный Кооператор», это же название получил и посёлок центральной усадьбы хозяйства. Старожилы вспоминают, что помимо развития традиционных отраслей земледелия и животноводства, в совхозе выращивали клубнику. В декабре 1936 г. (по др. сведениям, с ноября 1937 г.) директором совхоза назначен Андрей Сергеевич Горбачев. .
В годы войны. Сразу же после начала Великой Отечественной войны в июне 1941 г. на базе совхоза «Красный Кооператор» был создан истребительный отряд численностью в 24 бойца. Директор совхоза Горбачев Андрей Сергеевич становится командиром,  Тресиков Алексей Андреевич  —  комиссаром, Каменев Федор Петрович — начштаба отряда. По словам А. А. Тресикова, до оккупации «у директора совхоза Горбачева кружилась голова от чрезвычайных сложностей и бессонницы». В совхозе круглосуточно вели обмолот пшеницы, ржи и отправляли зерно на элеватор в Брянск. Тогда же снабжали картофелем и овощами воинские части.
После отступления Красной Армии осенью-зимой 1941-42 г.г. отряд проводит против оккупантов ряд партизанско-диверсионных операций. 17 октября 1941 г. отряд совхоза «Красный кооператор», устроив засаду на Жиздринском большаке, уничтожил 17 автомашин — были убиты командир немецкого полка, несколько штабных офицеров и их охрана, захвачено знамя полка и мешок с наградными знаками «За взятие Москвы». 22 октября 1941 г. отряд на виду у движущейся воинской части напал на обоз и разгромил его, захватили много военного имущества, подожгли три автомашины. Уже 5 ноября 1941 г. в район дислокации партизан прибыл карательный отряд в 350 человек. Немцы были отбиты, но отряд понес первые потери. В течение зимы 1941-42 г.г. партизаны совхоза «Красный кооператор» совершали рейды по населённым пунктам, нападали на обозы с продовольствием, отобранным фашистами у населения. В этот период отряд стал называться отрядом им. Чапаева. Геройски сражались шоферы совхоза Николай Савкин, Михаил Горбунов, рабочий Владимир Безменов, лесник Журавлев. До 1943 г. отряд численно вырос до 630 человек и действовал в составе объединённого штаба Орджоникидзеградских партизанских формирований во главе с Александром Ивановичем Виноградовым на территории Брянщины и Белоруссии.
«За период с октября 1941 года по февраль 1943 года отрядом под командованием тов. Горбачева уничтожено 1350 немцев, 370 изменников Родине, спущено под откос 9 ж.д. эшелонов противника, разгромлены три ж.д. станции. Подорвано 46 автомашин с грузами и живой силой. За 16 месяцев нахождения в тылу тов. Горбачева лично уничтожил свыше 100 гитлеровцев»
После освобождения Брянщины в сентябре 1943 г. совхоз «Красный Кооператор» укрупняется, к нему были присоединены совхозы «Брянский рабочий» и «Балдыж», первым директором объединённого хозяйства стал Григорий Арсеньевич Филиппов. Так же в 1954 году к хозяйству присоединен совхоз «Толмачевский». В 1955 году был построен гараж с ремонтными мастерскими. 14 февраля 1956 г. на базе «Красного Кооператора» образовано опытно-производственное хозяйство (ОПХ) «Брянское». С 1964 г. по 1984 г. ОПХ «Брянское» возглавлял Владимир Алексеевич Локтюшин. В этот период ОПХ «Брянское» показывало максимальную рентабельность, ежегодно получало 650—950 тысяч рублей прибыли, удостоилось звания «Хозяйство высокой культуры земледелия и животноводства». Отрасли хозяйства: зерновое, производство сортовых семян; животноводческое — племенное и молочное по КРС, племенное и откормочное свиноводство, коневодство; овощеводство открытого грунта и тепличное, наибольших успехов добивались в картофелеводстве; садоводческое, в том числе ягод, пчеловодство и др.
26 апреля 1956 г. создана Брянская государственная сельскохозяйственная опытная станция. В 1980 году организован Брянский филиал Всероссийского научно-исследовательского института картофельного хозяйства имени А. Г. Лорха Минсельхоза РСФСР (с 1984 г. Брянская сельскохозяйственная опытная станция по картофелю). В 1987 году на базе опытной станции был создан Всероссийский научно-исследовательский институт люпина (ВНИИ люпина).
В 1962 году в поселке развернута метеостанция.
В 1962 году образована Брянская областная школа повышения сельскохозяйственных кадров. В 1966 году при школе повышения квалификации был открыт филиал Курского сельскохозяйственного техникума по подготовке руководящих кадров для колхозов и совхозов, последовательно преобразовывавшийся в Брянский сельскохозяйственный техникум; с 1989 г. — в Брянский механико-технологический техникум пищевой промышленности; с 2005 г. — в Мичуринский филиал ФГОУ ВПО «Брянская государственная сельскохозяйственная академия»; первые директора учреждений образования: Борис Иванович Новойдарский, Николай Петрович Политыкин, Иван Тихонович Гришин (с 1979 г. по 2005 г.), Георгий Алексеевич Дубовой.
В 1964 году создана зональная агрохимическая лаборатория, первым директором стал Марк Маркович Жулинский. Новое здание агрохимии построено в 1987 г. Преемником организации является ФГУ «Брянскагрохимрадиология».
В 1968 году в посёлок перенесена с территории близ городского ипподрома Брянская областная сельскохозяйственная выставка, строятся демонстрационные павильоны и площадки, ежегодные осенние областные и межреспубликанские выставки проводились до середины 1980-х, первый директор выставки — Э. А. Пуйде.
Указом Президиума Верховного Совета РСФСР 17 декабря 1966 г. посёлок Красный Кооператор Брянского района переименован в посёлок Мичуринский.
В 1950-70 г.г. активно ведётся жилая застройка, развивается социальная инфраструктура поселка. В 1950 году в поселке начали строить первые каменные жилые дома для рабочих. В 1946 году построен деревянный, а в 1957 г. — каменный клуб; с 1952 г. — кирпичный детский сад, затем в 1969 году открыт детский сад-ясли ОПХ «Брянское» на 140 мест, первая заведующая Таисия Михайловна Полякова. Создаются отделение связи, Сбербанка СССР, библиотека, КБО, предприятия торговли и общественного питания. Медицинское обслуживание осуществляет врачебная амбулатория, первая заведующая Р. А. Кулешова. На улицах поселка появляются монументальные архитектурные объекты и скульптуры, из которых на сегодняшний сохранились лишь арка и памятник В. И. Ленину. Обустроен стадион. Запружены озера Поселковое (озеро Любви), Толмачевское, Лесное. Вдоль центральных улиц поселка высажены берёзы, тополя, клены, каштаны, ели, разбиты общественные сады, саженцы плодово-ягодных культур и декоративных кустарников предоставила сельхозстанция.
Школа с 1964 г. располагалась в здании Брянской опытной станции, в 1974 году построено современное трехэтажное здание школы, первые директора школы Григорий Никитич Максименко, Константин Андреевич Толкачев. В 1969 году образована Брянская районная детская музыкальная школа (с 1979 г. — школа искусств), первый директор Михаил Васильевич Шевердин.
В 1969 году по итогам Всероссийского смотра-конкурса на лучшую застройку и благоустройство посёлок Мичуринский был удостоен Диплома второй степени и серебряной медали.
С 1980-х годов многоэтажная застройка в центре поселка ведется за счет сноса барачных зданий, посёлок прирастает двухусадебными домами для работников ОПХ и индивидуальной застройкой, появляются новые улицы Депутатская, Луговая, Юбилейная с переулками, Дачная; в 1990—2000-х на территории бывшего совхозного сада вырос новый микрорайон — улицы Овражная, Пасечная, Орловская, Восточная, Брянская, Строительная, Новая, Вишневая.
2000 г. — в поселке создан историко-краеведческий музей Брянского района. В 2013 году освещено начало строительства храма в честь Преподобного Серафима Саровского.
История административного подчинения. До 1959 г. пос. Красный Кооператор (с 1966 г. — Мичуринский) административно входил в Меркульевский, в 1959—1970 г.г. — в Толмачевский сельский совет. В 1970—1977 г.г. существовал Мичуринский сельсовет с центром в пос. Мичуринский, в него входили поселки Путевка, Кузьмино, Верный Путь, село Толмачево. Мичу́ринское сельское поселение (кроме Мичуринского включает так же село Елисеевичи, деревни Колтово и Меркульево) образовано из Мичуринского сельсовета в результате проведения муниципальной реформы в 2005 году. Посёлок является административным центром поселения.
Мемориал Неизвестного солдата. Обустроен в 1950-х на месте воинского захоронения. В 2000-х установлена личность похороненного бойца — это старшина 13-й Краснознамённой отдельной миномётной бригады Влас Минаевич Шапорев, призванный из с. Крючково Алтайского края, погиб в октябре 1943 г., уже после освобождения Брянщины — подорвался на снаряде во время разминирования поля. В мае 2016 г. на территории мемориала увековечена память погибшего в 1943 году в авиационном бою 24-летнего летчика-штурмана Анатолия Капитоновича Голубчикова, чьи останки найдены среди обломков разбившегося близ с. Елисеевичи самолёта Ил-4.

## Инфраструктура
Посёлок застроен преимущественно многоквартирными (до 5 этажей) домами с городскими удобствами. В настоящее время ведётся подготовка к строительству близ посёлка крупного микрорайона.
В посёлке имеется Дом культуры, отделение связи, музей, амбулатория, отделение полиции, центральная межпоселенческая библиотека Брянского района, средняя общеобразовательная школа, ФГУ «Брянскагрохимрадиология», Всероссийский НИИ люпина, Мичуринский филиал БГСХА, а также ОПХ «Брянское» (в прошлом совхоз «Красный кооператор», ликвидировано 21 мая 2012 года).
Посёлок связан с областным центром маршрутными такси № 46,170, 177,а также пригородными автобусами маршрутов 111, 114, 120,119.